# 拉讷沃格朗日
拉讷沃格朗日（法語：La Neuve-Grange，法語發音：[la nœv ɡʁɑ̃ʒ]，意为“新谷仓”）是法国厄尔省的一个市镇，属于莱桑德利区。

## 地理
拉讷沃格朗日（49°21'46"N, 1°33'15"E）面积5.09 平方千米，位于法国诺曼底大区厄尔省，该省份为法国北部内陆省份，北起滨海塞纳省，西接奧恩省和卡爾瓦多斯省，南至厄尔-卢瓦省，东临瓦兹省、瓦兹河谷省和伊夫林省。
与拉讷沃格朗日接壤的市镇（或旧市镇、城区）包括：莫尔尼、韦克桑地区诺容、皮谢。

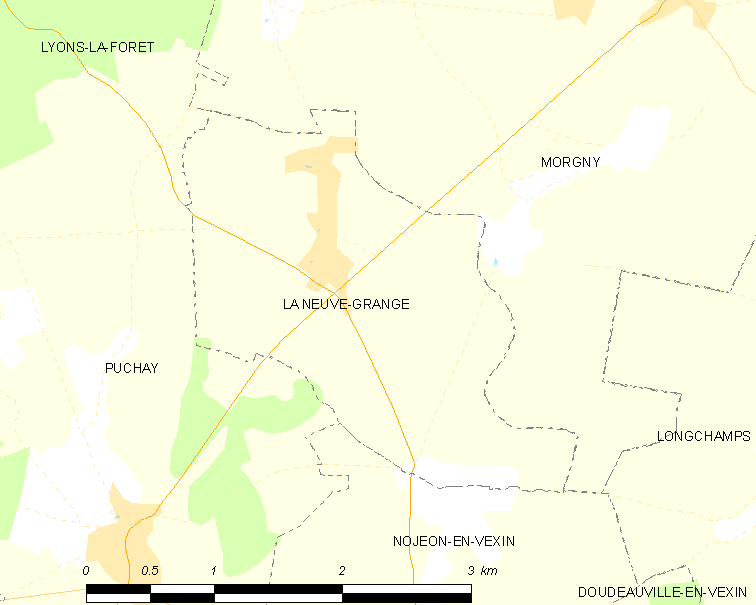
拉讷沃格朗日的OSM定位图

拉讷沃格朗日的时区为UTC+01:00、UTC+02:00（夏令时）。

## 行政
拉讷沃格朗日的邮政编码为27150，INSEE市镇编码为27430。

## 政治
拉讷沃格朗日所属的省级选区为日索尔县。

## 人口

1962-2008年间拉讷沃格朗日人口变化图示

拉讷沃格朗日于2022年1月1日时的人口数量为389人。